# Kirill Kozakov
Pour les articles homonymes, voir Kozakov.
Kirill Mikhaïlovitch Kozakov (en russe : Кири́лл Миха́йлович Козако́в), né le 2 novembre 1962 à Moscou, est un acteur russe de théâtre et cinéma. Il travaille aussi dans le doublage des films. Il est le fils de l'acteur Mikhaïl Kozakov.

## Biographie
Diplômé de l'école supérieure d'art dramatique Mikhaïl Chtchepkine en 1984, Kozakov intègre la troupe du Théâtre académique central de l'Armée russe qu'il quitte en 1986 pour le Nouveau théâtre dramatique de Moscou (ru). De 1989 à 2002, il est acteur du Théâtre sur Malaïa Bronnaïa. Sa carrière cinématographique commence en 1986, dans le film Mikhaïlo Lomonossov d'Alexandre Prochkine où il incarne Pierre II de Russie. Une grande popularité lui vient avec le rôle de François d'Alençon dans le feuilleton télévisé La Dame de Monsoreau de Vladimir Popkov sorti en 1998. 
En 2002-2005, Kozakov est le directeur du département de casting des studios Amedia (ru).

## Filmographie partielle
- 1986 : Mikhaïlo Lomonossov : Pierre II de Russie
- 1987 : Assa : Zoubov
- 1998 : La Dame de Monsoreau: François d'Alençon
- 2008 : Les Romanov : Une famille couronnée : Iakov Sverdlov
- 2014 : Titanium : Capitaine